# Фемдом

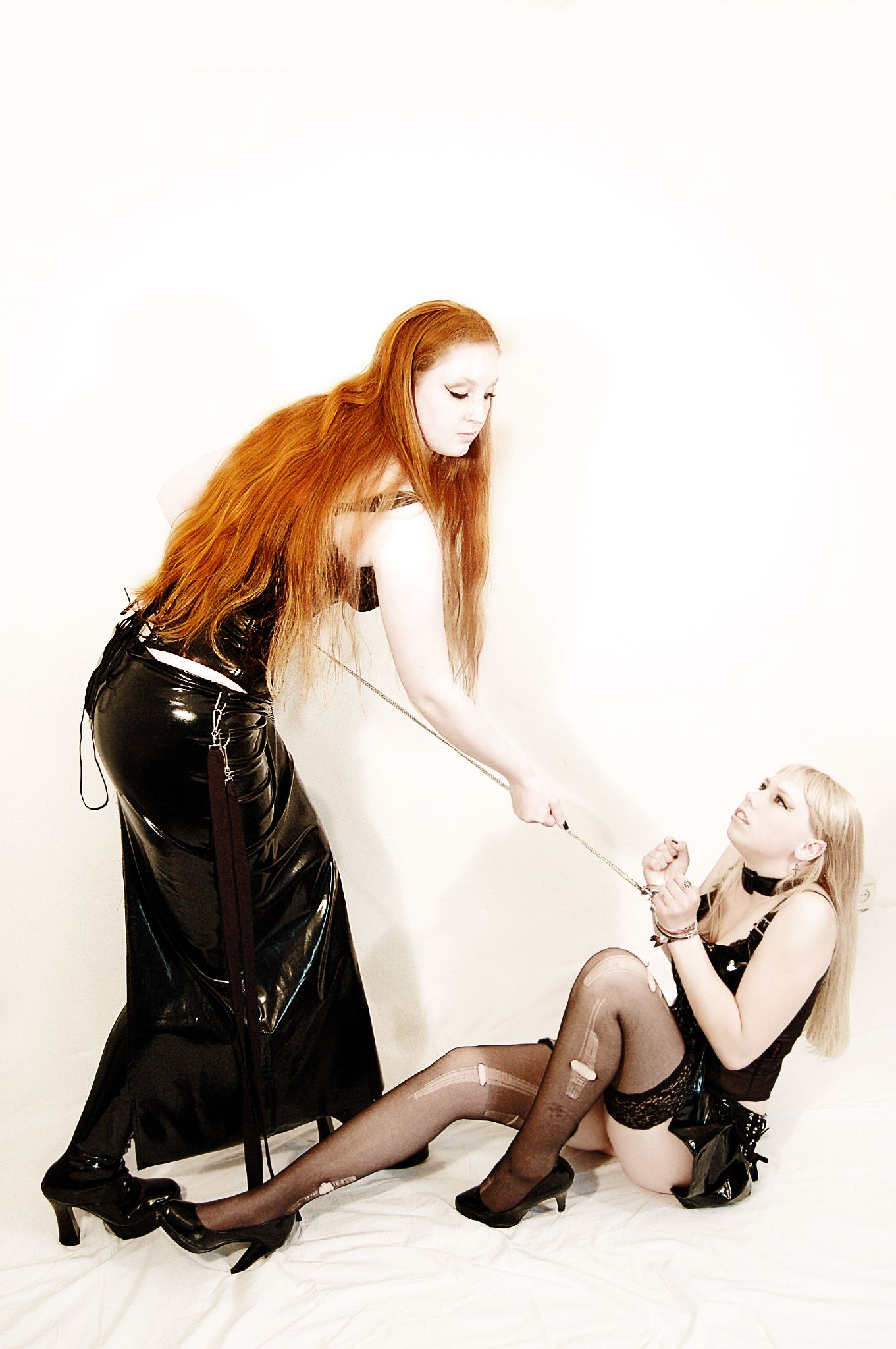
Домінування/підпорядкування в жіночій парі

Фемдом (FemDom, утворена від слів англ. female — жінка, англ. domination — домінування) — термін, який вказує на домінуючу роль жінки над чоловіком або іншою жінкою, головним чином — у сексуальному контексті. В мистецтві це проявляється як демонстративно — підлегле становище чоловіка (раб, слуга) стосовно жінки (принцеса, войовниця, королева, Пані, повелителька, Господиня).
Фемдом є однією зі складових частин субкультури БДСМ, поряд з мендомом (чоловічим домінуванням).

## Термінологія
Верхня/Доміна/Пані — домінуючий партнер, жінка. 
Нижній/сабміссів/боттом — партнер, котрий підкоряється.
БДСМ — (англ. BDSM) Комплексний акронім, що складається з поєднання трьох абревіатур:
- BD — Bondage / Discipline (БД — Бондаж і Дисципліна)
- DS — Dominant / Submissive (Д/c — Домінант/Сабміссів (підконтрольний))
- SM — Sadism / Masochism (СМ — Садизм і Мазохізм)

SSC — абревіатура від англ. Safe, Sane and Consensual — Безпека, Розумність і Добровільність (БРД), три основні принципи є основним правилом БДСМ відносин. Порушення БРД категорично не вітається і не схвалюється.
Верхня — (з англ. Тор — верх). Термін, що позначає домінуючого партнера в БДСМ фемдом відносинах, частіше вживається термін Дóміна (з лат. Domina — пані, повелителька). Традиційно домінії називають усіх жінок-верхніх, проте в точному значенні слова так називається тільки Верхня, що має саба/САБО, що знаходиться з нею в Д/с-відносинах.
Саб — скорочення від слова сабміссів (англ. submissive — підконтрольний). Термін, що позначає підкорення людини в БДСМ відносинах.

## Фемдом в аніме
Елементи фемдома з'являються в:
- ×××HOLiC
- Kaibutsu Oujo
- MM!